# Brachycentrus subnubilus
Brachycentrus subnubilus – gatunek owada z rzędu chruścików i rodziny Brachycentridae. Larwy prowadzą wodny tryb życia, budują czworościenne domki mieszkalne, są filtratorami i drapieżnikami.
Gatunek palearktyczny występujący w całej Europie, zasiedla strefę potamalu, limneksen.
Larwy sporadycznie spotykane były w przepływowym Jeziorze Pierzchalskim. Spotykany w jeziorach Estonii na dnie kamienistym. Na Kaukazie larwy łowione w jeziorach górskich, choć głównie w ciekach.